# Douchy-Montcorbon
Douchy-Montcorbon est une commune nouvelle, issue du regroupement des communes de Douchy et Montcorbon, située dans le département du Loiret en région Centre-Val de Loire, créée le 1er janvier 2016.

## Géographie
Les communes limitrophes sont  Charny Orée de Puisaye, Courtenay, Saint-Loup-d'Ordon et Triguères.

### Géologie et relief

#### Géologie
La commune se situe dans le sud du Bassin parisien, le plus grand des trois bassins sédimentaires français. Cette vaste dépression, occupée dans le passé par des mers peu profondes et des lacs, a été comblée, au fur et à mesure que son socle s’affaissait, par des sables et des argiles, issus de l’érosion des reliefs alentour, ainsi que des calcaires d’origine biologique, formant ainsi une succession de couches géologiques.
Les couches affleurantes sur le territoire communal sont constituées de formations superficielles du Quaternaire et de roches sédimentaires datant du Cénozoïque, l'ère géologique la plus récente sur l'échelle des temps géologiques, débutant il y a 66 millions d'années, et du Mésozoïque, anciennement appelé Ère secondaire, qui s'étend de −252,2 à −66,0 Ma. La formation la plus ancienne est de la craie blanche à silex remontant à la période Crétacé. La formation la plus récente est des alluvions récentes des lits mineurs remontant à l’époque Holocène de la période Quaternaire. Le descriptif de ces couches est détaillé dans  la feuille « n°366 - Courtenay » de la carte géologique au 1/50 000ème du département du Loiret, et sa notice associée.

Carte géologique de la commune.

|  | Fz : | alluvions récentes des lits mineurs, Holocène                     |
|  | FC : | alluvions et colluvions du fond des vallées secondaires, Holocène |

|  | qC :  | colluvions indifférenciées de versant, Quaternaires |
|  | qCS : | colluvions à silex de versant, Quaternaires         |
|  | qOE : | Limons et Loess, Quaternaire                        |

|  | e4PN : | poudingue de Nemours, Paléocène-Éocène inférieur |

|  | e1-4Rc : | complexe argilo-sableux à silex = argiles à silex, Paléocène-Éocène inférieur |

|  | c4Cr : | craie blanche à silex, Santonien |
|  | c3Cr : | craie blanche à silex, Coniacien |
|  | c2Cr : | craie blanche à silex, Turonien  |

#### Relief
La superficie cadastrale de la commune publiée par l’Insee, qui sert de référence dans toutes les statistiques, est de 50,12 km2,. La superficie géographique, issue de la BD Topo, composante du Référentiel à grande échelle produit par l'IGN, est quant à elle de 23,31 km2. L'altitude du territoire varie entre 121 m et 199 m.

### Climat
Pour des articles plus généraux, voir Climat du Centre-Val de Loire et Climat du Loiret.
En 2010, le climat de la commune est de type climat océanique dégradé des plaines du Centre et du Nord, selon une étude du CNRS s'appuyant sur une série de données couvrant la période 1971-2000. En 2020, Météo-France publie une typologie des climats de la France métropolitaine dans laquelle la commune est exposée à un climat océanique altéré et est dans la région climatique Nord-est du bassin Parisien, caractérisée par un ensoleillement médiocre, une pluviométrie moyenne régulièrement répartie au cours de l’année et un hiver froid (3 °C).
Pour la période 1971-2000, la température annuelle moyenne est de 10,6 °C, avec une amplitude thermique annuelle de 15,9 °C. Le cumul annuel moyen de précipitations est de 745 mm, avec 11,5 jours de précipitations en janvier et 7,5 jours en juillet. Pour la période 1991-2020, la température moyenne annuelle observée sur la station météorologique de Météo-France la plus proche, « Grandchamp_sapc », sur la commune de Charny Orée de Puisaye à 7 km à vol d'oiseau, est de 11,3 °C et le cumul annuel moyen de précipitations est de 758,6 mm,. Pour l'avenir, les paramètres climatiques de la commune estimés pour 2050 selon différents scénarios d'émission de gaz à effet de serre sont consultables sur un site dédié publié par Météo-France en novembre 2022.

## Urbanisme

### Typologie
Au 1er janvier 2024, Douchy-Montcorbon est catégorisée commune rurale à habitat dispersé, selon la nouvelle grille communale de densité à sept niveaux définie par l'Insee en 2022.
Elle est située hors unité urbaine et hors attraction des villes,.

### Occupation des sols
L'occupation des sols de la commune, telle qu'elle ressort de la base de données européenne d’occupation biophysique des sols Corine Land Cover (CLC), est marquée par l'importance des territoires agricoles (87,3 % en 2018), une proportion sensiblement équivalente à celle de 1990 (87,5 %). La répartition détaillée en 2018 est la suivante : terres arables (79,3 %), forêts (11,2 %), zones agricoles hétérogènes (4,2 %), prairies (3,8 %), zones urbanisées (1,5 %).
L'évolution de l’occupation des sols de la commune et de ses infrastructures peut être observée sur les différentes représentations cartographiques du territoire : la carte de Cassini (XVIIIe siècle), la carte d'état-major (1820-1866) et les cartes ou photos aériennes de l'IGN pour la période actuelle (1950 à aujourd'hui).

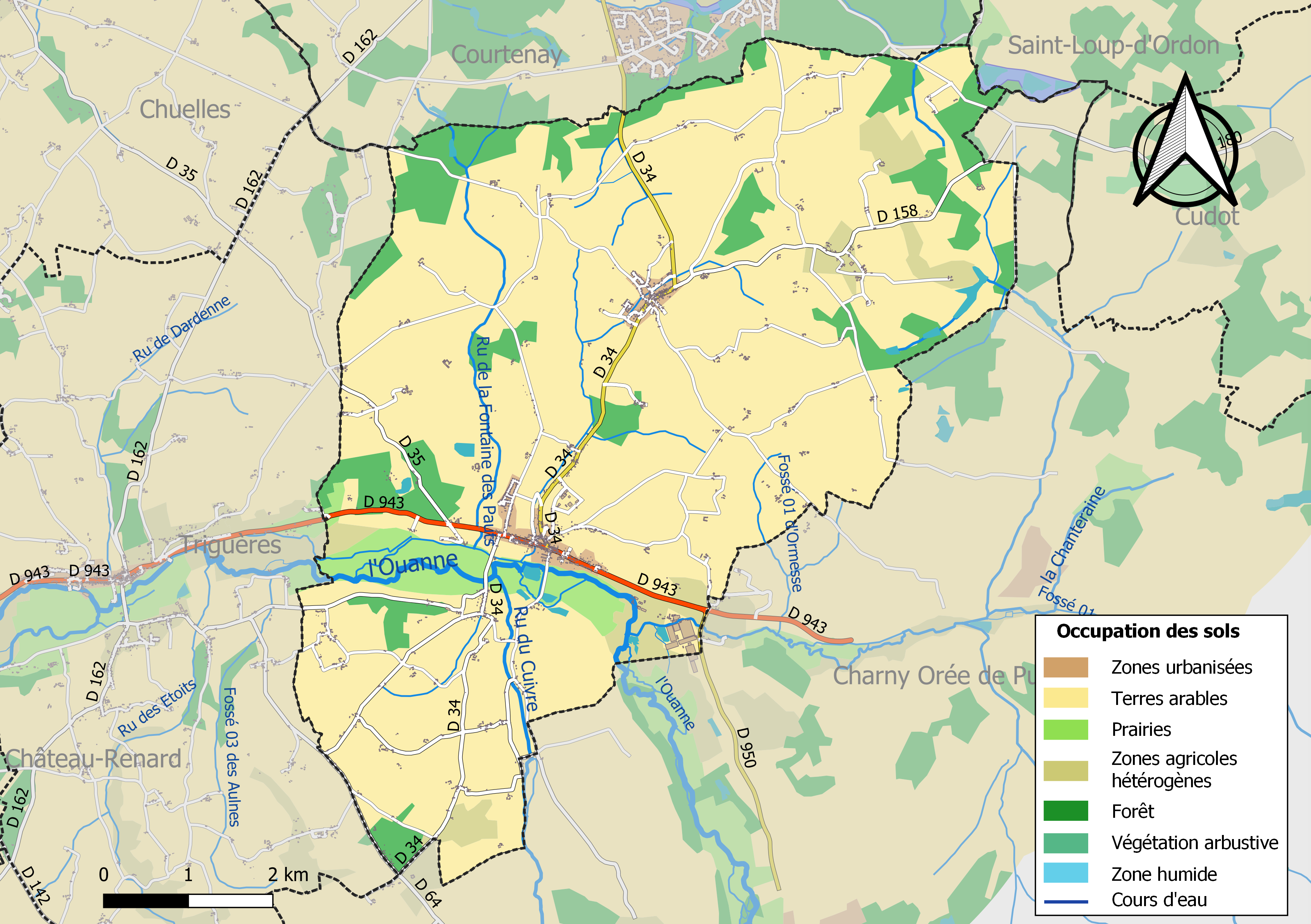
Carte des infrastructures et de l'occupation des sols de la commune en 2018 (CLC).
Carte orthophotographique de la commune en 2016.

### Risques naturels et technologiques
La commune de Douchy-Montcorbon est vulnérable à différents aléas naturels : inondations (par débordement de l'Ouanne), climatiques (hiver exceptionnel ou canicule), mouvements de terrain ou sismique (sismicité très faible). Entre 1989 et 2019, cinq arrêtés ministériels ayant porté reconnaissance de catastrophe naturelle ont été pris pour le territoire de la commune  : trois  pour des inondations et coulées de boue et deux pour des mouvements de terrains.
Certaines parties du territoire communal sont exposées aux crues de l'Ouanne. Le risque d'inondation est pris en compte dans l'aménagement du territoire de la commune par le biais du Plan de prévention du risque inondation (PPRI) Agglomération montargoise et Loing Aval approuvé le 21 juin 2011 par arrêté préfectoral.
Le territoire de la commune peut également être concerné par un risque d'effondrement de cavités souterraines non connues. Une cartographie départementale de l'inventaire des cavités souterraines et des désordres de surface a été réalisée. Il a été recensé sur la commune plusieurs effondrements de cavités.
Par ailleurs, le sol du territoire communal peut faire l'objet de mouvements de terrain liés à la sécheresse. Le phénomène de retrait-gonflement des argiles est la conséquence d'un changement d'humidité des sols argileux. Les argiles sont capables de fixer l'eau disponible mais aussi de la perdre en se rétractant en cas de sécheresse. Ce phénomène peut provoquer des dégâts très importants sur les constructions (fissures, déformations des ouvertures) pouvant rendre inhabitables certains locaux. Celui-ci a particulièrement affecté le Loiret après la canicule de l'été 2003. Une grande partie du territoire de la commune est soumise à un aléa « moyen » face à ce risque, selon l'échelle définie par le Bureau de recherches géologiques et minières (BRGM).
Depuis le 22 octobre 2010, la France dispose d’un nouveau zonage sismique divisant le territoire national en cinq zones de sismicité croissante. La commune, à l’instar de l’ensemble du département,  est concernée par un risque très faible.

## Histoire
Créée par un arrêté préfectoral du 30 novembre 2015, elle est issue du regroupement des communes de Douchy et Montcorbon qui deviennent des communes déléguées. Son chef-lieu est fixé à Douchy.

## Politique et administration
| Période      | Période  | Identité          | Étiquette | Qualité                 |
| ------------ | -------- | ----------------- | --------- | ----------------------- |
| janvier 2016 | mai 2020 | Dominique Talvard |           | Artisan                 |
| mai 2020     | En cours | Abel Martin,      |           | Militaire du contingent |

Jusqu'aux élections municipales de 2020, la commune nouvelle est administrée par un conseil municipal de 26 membres, constitué des 15 membres de l’ancien conseil municipal de Douchy et des 11 membres de l’ancien conseil municipal de Montcorbon. Les maires des anciennes communes deviennent maires délégués de chacune des communes déléguées.
| Nom            | Code Insee | Intercommunalité                       | Superficie (km2) | Population (dernière pop. légale) | Densité (hab./km2) |
| -------------- | ---------- | -------------------------------------- | ---------------- | --------------------------------- | ------------------ |
| Douchy (siège) | 45129      | CC de la Cléry, du Betz et de l'Ouanne | 23,51            | 1 047 (2013)                      | 45                 |
| Montcorbon     | 45211      | CC de la Cléry, du Betz et de l'Ouanne | 26,61            | 463 (2013)                        | 17                 |

## Équipements et services

### Environnement

#### Gestion des déchets
En 2016, la commune est membre du syndicat d'aménagement rural (SAR) des cantons de Courtenay et Château-Renard. Celui-ci assure la collecte et le traitement des ordures ménagères résiduelles en porte à porte, des emballages ménagers recyclables, des journaux-magazines et du verre en points d’apport volontaire. Un réseau de trois déchèteries accueille les encombrants et autres déchets spécifiques (déchets verts, déchets dangereux, gravats, ferrailles, cartons, cartouches/capsules, déchets dangereux). La déchèterie la plus proche est située sur la commune de Courtenay. Le SAR n’assure pas le traitement, ni la valorisation des déchets collectés qui sont effectués par le SMIRTOM et différents prestataires. Le SMIRTOM de Montargis procède à l'élimination et la valorisation énergétique des déchets ménagers dans l'unité d'Amilly, construite en 1969. Une convention de délégation du service public de traitement a été conclue en 2013 avec la société Novergie Centre, filiale énergie du Groupe Suez pour la valorisation énergétique des déchets.
Depuis le 1er janvier 2017, la « gestion des déchets ménagers » ne fait plus partie des compétences de la commune mais est une compétence obligatoire de la communauté de communes de la Cléry, du Betz et de l'Ouanne (3CBO) en application de la loi NOTRe du 7 août 2015. À l'occasion de la création de la 3CBO, le Syndicat d’Aménagement Rural (SAR) de Château-Renard et Courtenay, totalement inclus dans le périmètre de cette nouvelle structure, est dissout par arrêté préfectoral du 28 décembre 2016 et les personnels, biens et équipements font désormais partie intégrante de la nouvelle communauté de communes.

#### Production et distribution d'eau
Le service public d’eau potable est une compétence obligatoire des communes depuis l’adoption de la loi du 30 décembre 2006 sur l’eau et les milieux aquatiques. Au 31 décembre 2016, la production et la distribution de l'eau potable sur le territoire communal sont assurées par le syndicat intercommunal d'alimentation en eau potable de Douchy - Montcorbon, un syndicat créé en 1925 desservant trois communes : Ascoux, Dadonville, Douchy-Montcorbon,,.
La loi NOTRe du 7 août 2015 prévoit que le transfert des compétences « eau et assainissement » vers les communautés de communes sera obligatoire à compter du 1er janvier 2020. Le transfert d’une compétence entraîne  de  facto la mise à disposition gratuite de plein droit des biens, équipements et services publics utilisés, à la date du transfert, pour l'exercice de ces compétences et la substitution de la communauté dans les droits et obligations des communes,.

#### Assainissement
La compétence assainissement, qui recouvre obligatoirement la collecte, le transport et l’épuration des eaux usées, l’élimination des boues produites, ainsi que le contrôle des raccordements aux réseaux publics de collecte, est assurée   par le Syndicat d'Assainissement de Douchy - Montcorbon, régie.
La commune est raccordée à une station d'épuration située sur le territoire de la commune de Douchy-Montcorbon, mise en service le 1er novembre 1996 et dont la capacité nominale de traitement est de  2 000 EH, soit 300 m3/jour. Cet équipement utilise un procédé d'épuration biologique dit « à boues activées ». Son exploitation est assurée en 2017 par Lyonnaise des Eaux Amilly,.
L’assainissement non collectif (ANC) désigne les installations individuelles de traitement des eaux domestiques qui ne sont pas desservies par un réseau public de collecte des eaux usées et qui doivent en conséquence traiter elles-mêmes leurs eaux usées avant de les rejeter dans le milieu naturel. Le Syndicat mixte d'Aménagement Rural des cantons de Courtenay et de Château-Renard a créé un service public d'assainissement non collectif (SPANC) qui a pour missions la vérification de la conception et de l’exécution des ouvrages pour les installations neuves ou réhabilitées et la vérification périodique du bon fonctionnement et de l’entretien des installations existantes,. Depuis le 1er janvier 2017, le SPANC est assuré par la 3CBO, dont la création a été accompagnée de la dissolution du Syndicat d’Aménagement Rural (SAR) de Château-Renard et Courtenay.

## Population et société

### Démographie
L'évolution du nombre d'habitants est connue à travers les recensements de la population effectués dans la commune depuis sa création.

En 2022, la commune comptait 1 362 habitants, en évolution de −4,82 % par rapport à 2016 (Loiret : +1,89 %, France hors Mayotte : +2,11 %).
| 2014  | 2015  | 2016  | 2017  | 2022  |
| ----- | ----- | ----- | ----- | ----- |
| 1 524 | 1 477 | 1 431 | 1 385 | 1 362 |

## Culture locale et patrimoine

### Lieux et monuments

#### Territoire de l'ancienne commune de Douchy
- Le château de la Brûlerie, datant du XIXe siècle et démoli dans les années 1970[52].

#### Territoire de l'ancienne commune de Montcorbon
- L'église a été édifiée au VIIe siècle, elle fut agrandie et transformée au XVIe siècle. Le vitrail sur le pignon représente le dernier épisode de la vie sur Terre du Christ, l’Ascension. Un groupe en pierre placé dans l'église, pietà remontant au XVIe siècle, est classé monument historique au titre d'objet.
- Le lavoir au pied de la source Saint-Saturnin, qui alimente son bac et le ruisseau du même nom.
- Les chemins de randonnée sillonnant la commune sont inscrits sur les cartes de l'Institut national de l'information géographique et forestière Loiret randonnée sud et ouest (no 5)

### Personnalités liées à la commune
- L'écrivain et cordonnier Margravou (1902-1959) est mort dans l'ancienne commune de Douchy.
- L'acteur et producteur de cinéma Alain Delon est un résident occasionnel du village de Douchy. Il y possède une propriété acquise en 1971, le château de la Brûlerie. Ancienne colonie de vacances de la SNCF et classé monument historique depuis 1948, le château est démoli par son nouveau propriétaire pour faire creuser un étang. Seuls les communs et les écuries sont conservés. Mireille Darc y a vécu au début des années 1970 jusqu'à sa rupture avec Alain Delon dans les années 1980[53]. L'acteur y meurt dans la matinée du 18 août 2024.